# Афонсо Гімарайнш да Сілва
Афонсо Гімарайнш да Сілва (порт. Afonso Guimarães da Silva, 8 березня 1914, Ріо-де-Жанейро — 20 лютого 1997, Ріо-де-Жанейро), також відомий як Афонсінью  (порт. Afonsinho) — бразильський футболіст, що грав на позиції півзахисника, зокрема, за клуб «Флуміненсе», а також національну збірну Бразилії.
Чотириразовий переможець Ліги Каріока.

## Клубна кар'єра
У футболі дебютував 1931 року виступами за команду «Америка» (Ріо-де-Жанейро), в якій провів один сезон. 
Згодом з 1933 по 1939 рік грав у складі «Фламенго» та «Сан-Крістована».
1940 року перейшов до клубу «Флуміненсе», за який відіграв 6 сезонів.  Більшість часу, проведеного у складі «Флуміненсе», був основним гравцем команди. Завершив професійну кар'єру футболіста виступами за команду «Флуміненсе» у 1946 році.

## Виступи за збірну
1936 року дебютував в офіційних матчах у складі національної збірної Бразилії. Протягом кар'єри у національній команді, яка тривала 7 років, провів у її формі 18 матчів, забивши 1 гол.
У складі збірної був учасником Чемпіонату Південної Америки 1937 року в Аргентині, де разом з командою здобув «срібло», Чемпіонату Південної Америки 1942 року в Уругваї, на якому команда здобула бронзові нагороди.
Брав участь у чемпіонаті світу 1938 року у Франції, на якому команда здобула бронзові нагороди. Зіграв проти Польщі (6-5), Чехословаччини (1-1), Італії (1-2) і Швеції (4-2)
Помер 20 лютого 1997 року на 83-му році життя у місті Ріо-де-Жанейро.

## Титули і досягнення
- Чемпіон Ліги Каріока (4):

«Америка» (Ріо-де-Жанейро): 1931
«Флуміненсе» : 1940, 1941, 1946
- Бронзовий призер чемпіонату світу: 1938
- Срібний призер Чемпіонату Південної Америки: 1937
- Бронзовий призер Чемпіонату Південної Америки: 1942